# Smilax cognata
Smilax cognata är en enhjärtbladig växtart som beskrevs av Carl Sigismund Kunth. Smilax cognata ingår i släktet Smilax och familjen Smilacaceae. Inga underarter finns listade.